# Processo a The Pirate Bay

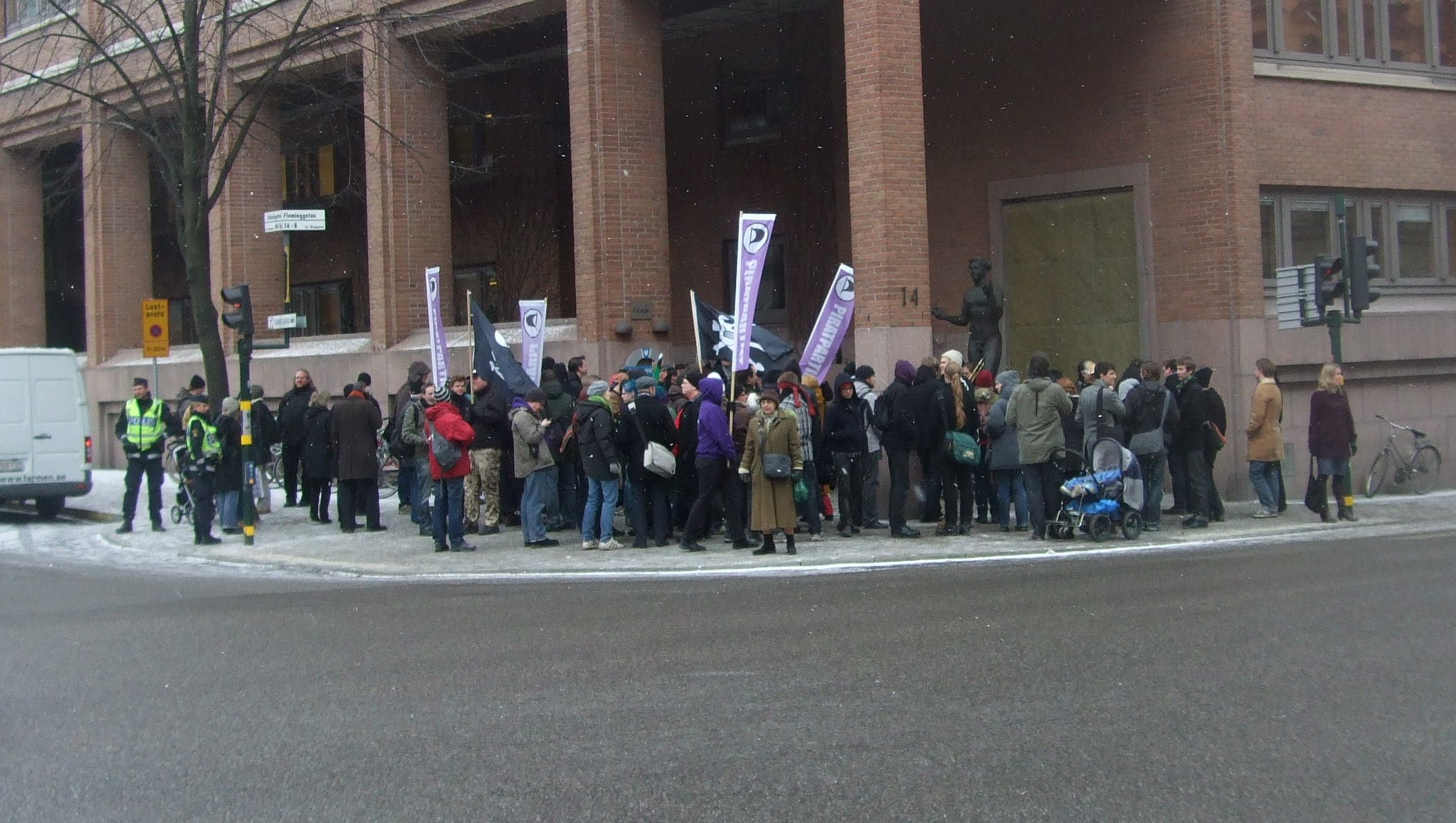
Manifestanti in opposizione al processo a The Pirate Bay

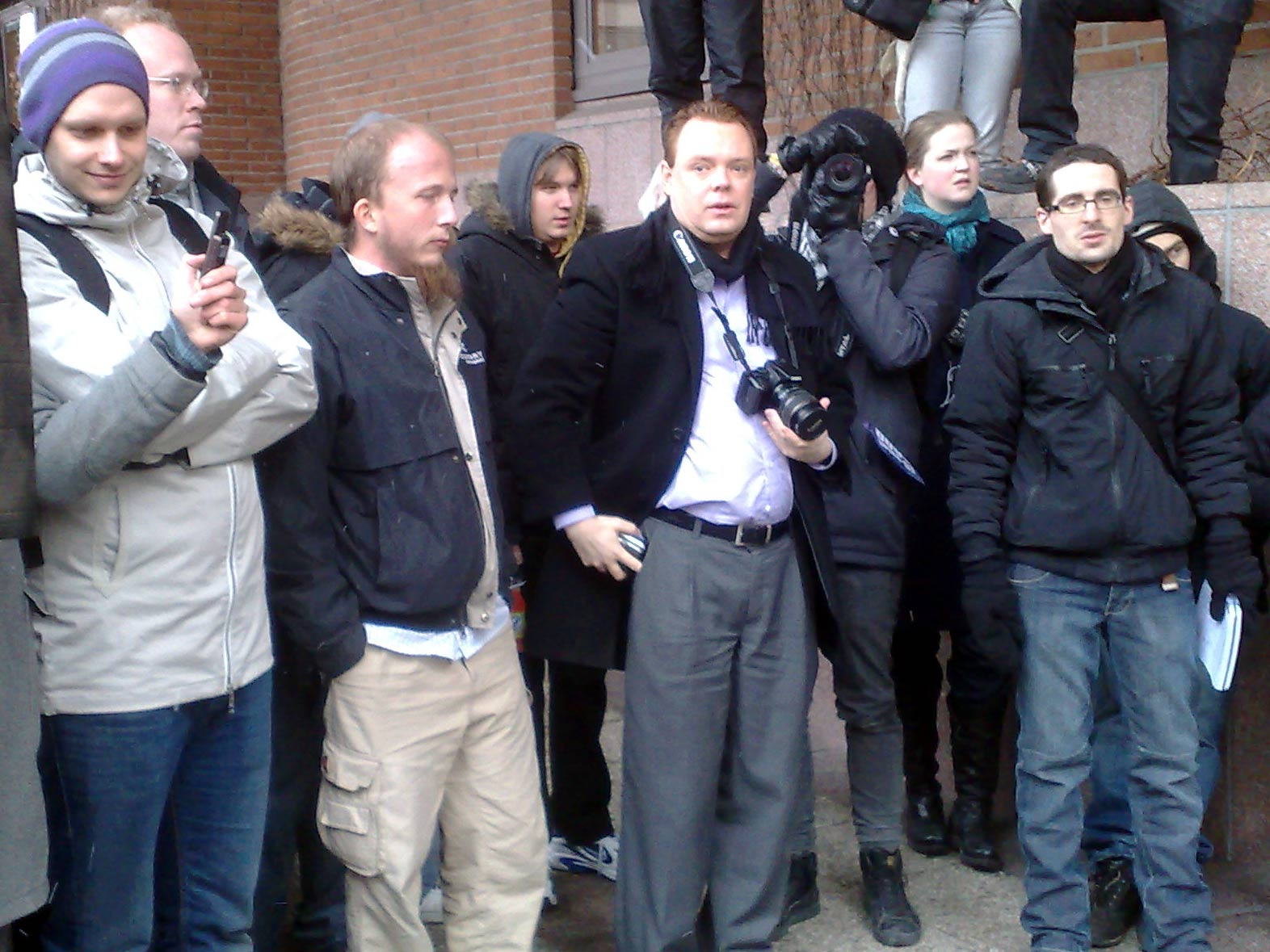
Peter Sunde, Gottfrid Svartholm, Rick Falkvinge e Marcin de Kaminski durante la manifestazione, il primo giorno del processo

Il processo a The Pirate Bay è un processo avvenuto nel 2009 in Svezia contro quattro persone accusate di promuovere l'infrazione del diritto d'autore tramite il sito di ricerca di file torrent The Pirate Bay. L'accusa è supportata da un consorzio di possessori di diritti intellettuali guidati dalla IFPI o International Federation of the Phonographic Industry (lett. "Federazione internazionale dell'Industria Fonografica"), che hanno presentato richieste di risarcimento agli attuali proprietari di The Pirate Bay.

## Svolgimento
I procuratori svedesi hanno depositato l'accusa il 31 gennaio 2008 contro Fredrik Neij, Gottfrid Svartholm, e Peter Sunde, che gestiscono il sito; e Carl Lundström, un imprenditore svedese che attraverso le sue attività vende servizi al sito. Il procuratore dichiara che i 4 operavano insieme per amministrare, ospitare e sviluppare il sito e così facilitare la violazione della legge sul copyright ad altre persone.
34 casi di infrazione di Copyright sono stati elencati, di cui 21 riguardavano musica, 9 film e 4 giochi. Infine dichiara di pretendere un risarcimento per danni pari a 117 milioni di Corone svedesi equivalenti all'incirca a 11 milioni e mezzo di dollari (11 milioni di euro).
Il processo iniziò il 13 febbraio 2009 alla corte distrettuale di Stoccolma. Le udienze sono terminate il 3 marzo e il verdetto è stato annunciato il 17 aprile in tarda mattinata.
Peter Sunde, Fredrik Neij, Gottfrid Svartholm e Carl Lundström sono stati dichiarati colpevoli, e condannati a scontare un anno di prigione e pagare 30 milioni di corone svedesi (2,75 milioni di euro). Tutti gli accusati hanno fatto ricorso in appello.

## Conseguenze
Oltre 25.000 persone si uniscono al Partito Pirata svedese nei 10 giorni che hanno seguito il verdetto di colpevolezza, facendo crescere i membri del partito a 40.000 e diventando così il 4º partito più grande di Svezia, e il partito con la più grande organizzazione giovanile. Sempre il partito pirata ha organizzato proteste contro il verdetto della corte.
IFPI ha domandato agli ISP svedesi il blocco del sito, ma questi hanno rifiutato di farlo.
Diversi siti di scambio file hanno chiuso volontariamente.
Il 20 aprile 2009 Anonymous ha mobilitato l'operazione Baylout: un attacco di Denial of service al sito internazionale di IFPI, rendendolo irraggiungibile per alcune ore. È stata pubblicata una dichiarazione ai sostenitori della condivisione di file di astenersi ad acquistare qualsiasi prodotto dell'industria dei media durante il mese di aprile e maggio.